# 科爾內什蒂鄉 (登博維察縣)
44°47′N 25°52′E / 44.783°N 25.867°E
科爾內什蒂鄉（羅馬尼亞語：Comuna Cornești, Dâmbovița），是羅馬尼亞的鄉份，位於該國南部，由登博維察縣負責管轄，面積66平方公里，海拔高度135米，2007年人口6,955，人口密度每平方公里105人。